# Самоанский медосос-мао
Самоанский медосос-мао, или самоанский мао (лат. Gymnomyza samoensis), — вид воробьинообразных птиц из семейства медососовых (Meliphagidae).

## Описание
Длина тела составляет 28—31 cм. Оперение тёмное. Под глазом имеется зеленоватая отметина. Клюв длинный, изогнутый, чёрного цвета (у взрослых особей).
В кладке единственное яйцо.

## Ареал и места обитания
Является эндемиком Западного Самоа, встречается на островах Савайи и Уполу. На восточной (американской) части архипелага (на острове Тутуила) вид, вероятно, вымер. Мао обитает на высоте от 760 до 1500 м в горных лесах.

## Охранный статус
Международный союз охраны природы (МСОП) присвоил таксону охранный статус «Вымирающие виды» (EN — от англ. Endangered, т. е. находящиеся под угрозой исчезновения). Популяция самоанского медососа-мао составляет не более 1500 особей. По-видимому, вид переживает умеренное сокращение из-за деградации среды обитания и хищничества со стороны интродуцированных млекопитающих.